# قل اسمي! (موسيقي)
«قل اسمي!» (بالإنجليزية: Say My Name!)‏ هي مسرحية موسيقية ساخرة لعام 2018 تحتوي على موسيقى وكلمات وكتاب من تأليف روب جاثركول استنادًا إلى مسلسل إيه إم سي اختلال ضال الذي أنشأه فينس غيليغان.

## وصلات خارجية
- الموقع الرسمي (بالإنجليزية)